# Arkeszilasz-festő
Az Arkeszilasz-festő az i. e. 6. század második negyedében Lakóniában alkotó görög vázafestő volt, egyike a lakóniai vázafestészet öt legjelentősebb alakjának. Pontos születési és halálozási dátuma nem ismert, és mivel nem szignálta alkotásait neve sem maradt ránk. Névadó vázája a lakóniai vázafestészet egyik leghíresebb alkotása, a párizsi Francia Nemzeti Könyvtárban őrzött Arkeszilasz-csésze. A körülbelül i. e. 565 és 555 között aktív tehetséges és egyéni látásmódú művész a lakóniai alkotók második generációjához tartozott, elképzelhető, hogy a Boreaszok-festőt váltotta műhelye élén.
Kortársával, a sokkal hosszabb karriert befutó Lovas-festővel együtt a lakóniai iskola legnagyobb alakjának a Naukratisz-festőnek követői voltak. Utánozták rajzainak stíluselemeit, másodlagos díszítményeit, és úgy tűnik időnként másolták is az idősebb mester képeit. Az edényein időnként megjelenő keleti eredetű szárnyas démonokat is a Naukratisz-festőtől vette át. 
A feltételezhetően II. Arkeszilasz kürénéi uralkodó (i. e. 565 - 560) idejében készült Arkeszilasz-csészét egy nagyjából abszolút dátumú tárgynak tekintik a nehezen datálható lakóniai edények között, de egyes vélemények szerint I. Arkeszilasz (i. e. 599-583) idejéhez köthető, aki hosszabb és virágzó uralma után legendás alakká vált. A képen a szalmakalapot viselő uralkodó valamilyen áru, gyapjú- esetleg szilfumszállítmány mérését és csomagolását felügyeli. A szilfum Küréné legfontosabb terméke egy ma nem létező gyógynövény volt. A bálák egymásra helyezése egyiptomi ábrázolásokat idéz. Felmerült, hogy ez a csésze és egy másik művész oroszlánnal bírkózó nőalakot ábrázoló csészéje Kürénében készült, de ezt az elméletet a spártai ásatások után elvetették. Spárta szoros kapcsolatban állt az észak-afrikai területekkel, ez is tükröződik a sok helyen megforduló festő Itáliában előkerült vázáján.

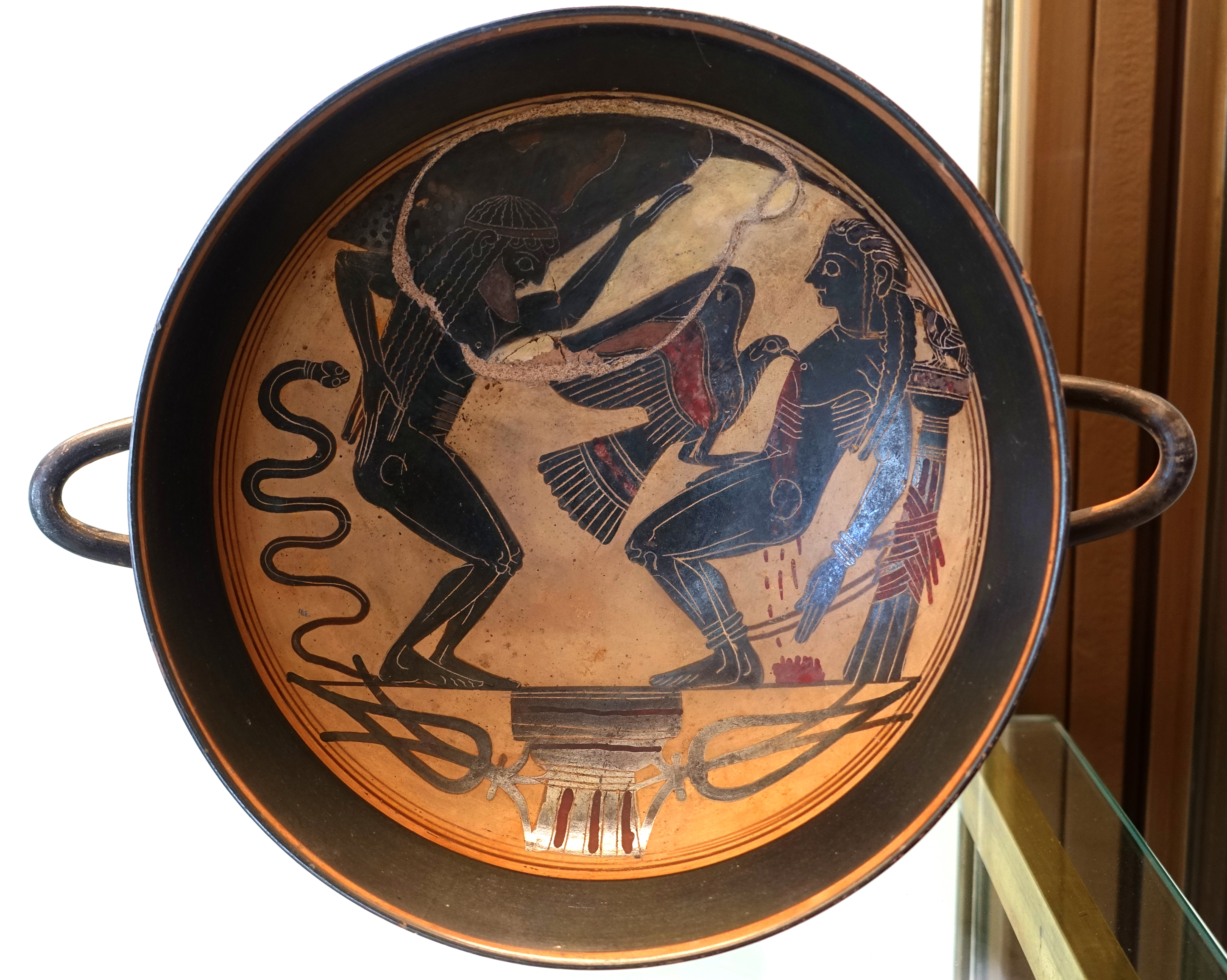
Csésze Prométheusz és Atlasz képével, i. e. 6. század közepe, Róma, Vatikáni Múzeumok

Időnként az alakok fedetlen testrészeit körvonalrajzzal ábrázolta. Ez korinthoszi módszer volt amikor nem alkalmaztak kiegészítő fehér színt a képeken mint az athéni vázákon. Ezt az ábrázolásmódot alkalmazta a Héraklészt és két amazont (?) megjelenítő képén is ahol az amazonok lábát körvonalrajzzal jelenítette meg. Másik jelentős alkotása szintén egy csésze Atlasszal és Prométheusszal. Ez az általuk ismert világ két legtávolabbi pontját jelképezi, Atlasz a távoli nyugati területeket, míg Prométheusz a keleti Kaukázusi hegyvidéket.   
Az Arkeszilasz-festő követője a Vadászat-festő volt, aki karrierje kezdetén feltételezhetően ugyanabban a műhelyben dolgozott.